# انایمالانپاتی
انایمالانپاتی (به انگلیسی: Anaimalayanpatty) یک منطقهٔ مسکونی در هند است که در تامیل نادو واقع شده‌است.

## خصوصیات
انایمالانپاتی ۸٬۰۰۰ نفر جمعیت دارد.